# Rody Aragón
Rodolfo Aragón Sac, conegut com a Rody Aragón (l'Havana, 16 de desembre de 1958), és un pallasso, humorista i presentador de TV espanyol.

## Els pallassos de la tele
Fill menor del famós pallasso Fofó, nebot de Miliki i Gaby i germà de Fofito, va debutar davant una càmera el 1968, en un programa de la televisió veneçolana acompanyant a la seva família.
Quan el clan familiar al complet es trasllada a Espanya, Rody Aragón s'instal·la a Madrid i durant anys és testimoni de l'èxit del programa dels pallassos de la tele.
La sortida del grup del seu cosí germà Miliki el 1981, li dona l'oportunitat d'integrar-se en la qual seria l'última etapa de El gran circo de TVE, que es va dir El loco mundo de los payasos (1982). Rody adopta la imatge del seu avi Emig (que integrava el trio Pompoff, Thedy i Emig): disfressa de negret del Carib amb betum en la cara i grans i exagerats llavis color vermell.

## Fofito i Rody
A la finalització del programa continua de gira amb el seu oncle Gaby i el seu germà Fofito amb l'espectacle El fabuloso mundo del circo (1985). Més endavant Gaby se separa professionalment i es forma el duo Fofito i Rody, en el qual aquest, ja amb la cara rentada, assumeix el paper de Clown que va exercir Gaby en Los payasos de la tele.
Després de gravar els discos El quid de la cuestión (1988) i Mamma mía (1991), tornen a la televisió, primer en TVE amb el programa Caliente (1991) amb Ana Obregón i més endavant Tras 3 tris, espai infantil d'Antena 3.

## Trajectòria en solitari
A partir de 1995, Rody Aragón inicia la seva trajectòria en solitari com a presentador de televisió. En els últims anys ha presentat Sorpresa ¡Sorpresa! (1996-1998), al costat d'Isabel Gemio en Antena 3, Esto me suena (1999), Números rojos (2000-2001) en el Canal Sur. També va participar com a concursant en el reality show Gran hermano VIP: El desafío (2004).
El 2004 i 2005 va tornar a treballar al món del circ. En la nit de l'1 de febrer de 2009, el mateix dia que un tornado va assotar Màlaga, el seu circ es trobava en el municipi malagueny de Estepona (a 89 quilòmetres de la capital) i va sofrir l'envestida del fort vent, amb la conseqüència que va haver de ser desallotjat. El temporal va derrocar la carpa i va provocar cinc ferits lleus.
El 2013 dona el salt als escenaris, amb el musical ¿Cómo están ustedes?. El musical, que protagonitza amb el seu germà i la seva neboda Mónica Aragón en el Teatre Nuevo Apolo de Madrid.

## Televisió
- El show de las cinco, Canal 8 (Veneçuela) (1968)
- El loco mundo de los payasos, TVE (1982-1983)
- Tompy, el conejito de trapo, TVE (1982)
- Caliente, TVE (1991)
- Tras 3 tris, Antena 3 (1993-1995)
- Sorpresa ¡Sorpresa!, Antena 3 (1996-1998)
- Esto me suena, Canal Sur (1999)
- Números rojos, Canal Sur (2000-2001)
- Gran hermano VIP: El desafío, Telecinco (2004)